# La Font
La Font és un mas al terme de Lluçà (Lluçanès) catalogat a l'Inventari del Patrimoni Arquitectònic de Catalunya. Com Gonfaus i l'Estrada s'originà en èpoques reculades (a partir del 1200) si bé no prosperaria fins al segle xv. Comparada amb d'altres masies no està gaire documentada. Francesc Font fou "vicari perpetu" de l'església de Lluçà a principis del segle xix. Sembla que l'època de màxima esplendor seria el segle xviii en què es realitzaren la major part de les obres.
Masia orientada a migdia amb teulada a dues vessants. Destaquen les cantoneres de pedra treballada amb mostra geomètrica. A la façana principal hi ha un portal adovellat i també dues galeries porxades superposades de dues arcades rebaixades cadascuna. A la part del darrere hi ha un pou-cisterna. Hi ha dos elements escultòrics notables, el primer és un bust d'una figura humana adossat a la façana principal; l'altre és una llinda amb una figura masculina i altre femenina, datada al 1700 i situada a la part de darrere. Les finestres són allindanades de pedra treballada i a la façana es conserva part de l'arrebossat. Com a edificis auxiliars hi ha una cabana i tres masoveries i també una gran era de batre entremig.